# Non desiderare la donna d'altri (film 1988)
Non desiderare la donna d'altri (Krótki film o miłości, lett. "Breve film sull'amore") è un film del 1988 diretto da Krzysztof Kieślowski.
Si tratta di una versione espansa di Decalogo 6. Nonostante la traduzione italiana del titolo, il film tratta il comandamento "Non commettere atti impuri", non il nono ("Non desiderare la donna d'altri") che Kieślowski analizzerà in Decalogo 9.

## Trama
Un giovane agente postale (Tomek), timido e riservato, spia con un cannocchiale, da mesi, la sua vicina di casa, Magda, una donna di trent'anni con una morale piuttosto libertina. E, nel corso dei mesi, si innamora di lei. Immagina e poi attua degli stratagemmi per avvicinarsi a lei e dichiarare la sua passione.
Magda lo umilia dopo un incontro a casa sua e Tomek tenta il suicidio. Lei si pentirà e cambierà idea su di lui, ma potrà solo immaginare di rivederlo.